# サン＝テミリオンAOC
サン＝テミリオン （Saint-émilion）は、ボルドーワインの1つ。

## 概要
ドルドーニュ川右岸にあるサン＝テミリオンは、ジロンド川左岸のメドック地区と双璧をなすボルドーの高級赤ワイン産地である。カベルネ・ソーヴィニョン種主体のメドックのワインが、繊細で優雅であるのに対し、メルロとカベルネ・フラン種のブドウから作られるサンテミリオンのワインは、豊かなこくとまろやかさを持っているといわれている。色合いは、紫味がほとんどなく、タンニンは穏やかで、木いちごのような香りがするものが多い。
サンテミリオンの土は主に石灰と粘土からできていて、味の違いを作り出す豊かな栄養を含んだ30種類以上の土壌があるといわれている。田崎真也は「サンテミリオンは、表土が粘土質ですぐ下に石灰の分厚い白亜質の層がある。その石灰の分厚い層に雨が降ると、スポンジのように雨を吸収してくれて、ブドウに余分な雨を与えない。でも、ブドウに水が少なくなると、そのスポンジが吸い取っている水をじわじわと出してくれる。この石灰の古い層の中にはミネラル質が根っことしてブドウに元気を与え、健全で非常に上質なブドウを作ることができる。メルロはふくよかな豊かな果実実を与えるのに対して、カベルネフランは繊細で上品で華やかな印象を与える。この二つの品種からできたワインは、後でブレンドされる。このような環境でサンテミリオンワインのバランスの良さ、滑らかな印象というのが出来上がっていく」と語っている。

## ワインの格付け
サンテミリオンのAOCには、サンテミリオン（Saint-Émilion）と、サンテミリオン・グラン・クリュ（Saint-Émilion Grand Cru、「グラン・クリュ」は特級の意）がある。2022年の格付けにおいては、後者のうちから14のシャトーが第一特別級（Premier Grand Cru）に選ばれ、さらにその中のシャトー・フィジャック(Château-Figeac)と、シャトー・パヴィ(Château Pavie)が第一特別級Aに指定されている。（前回格付け（2012年）でAとなっていたシャトー・オーゾンヌ(Château Ausone)とシャトー・シュヴァル・ブラン(Château Cheval Blanc)は格付け基準が不適切として選考に応じないと発表し、リストに載らないこととなった。2012年の格付けでAに昇格していたシャトー・アンジェリュス(Château Angélus)も取り下げたためリストされていない。）